# Prins Hans av Danmark

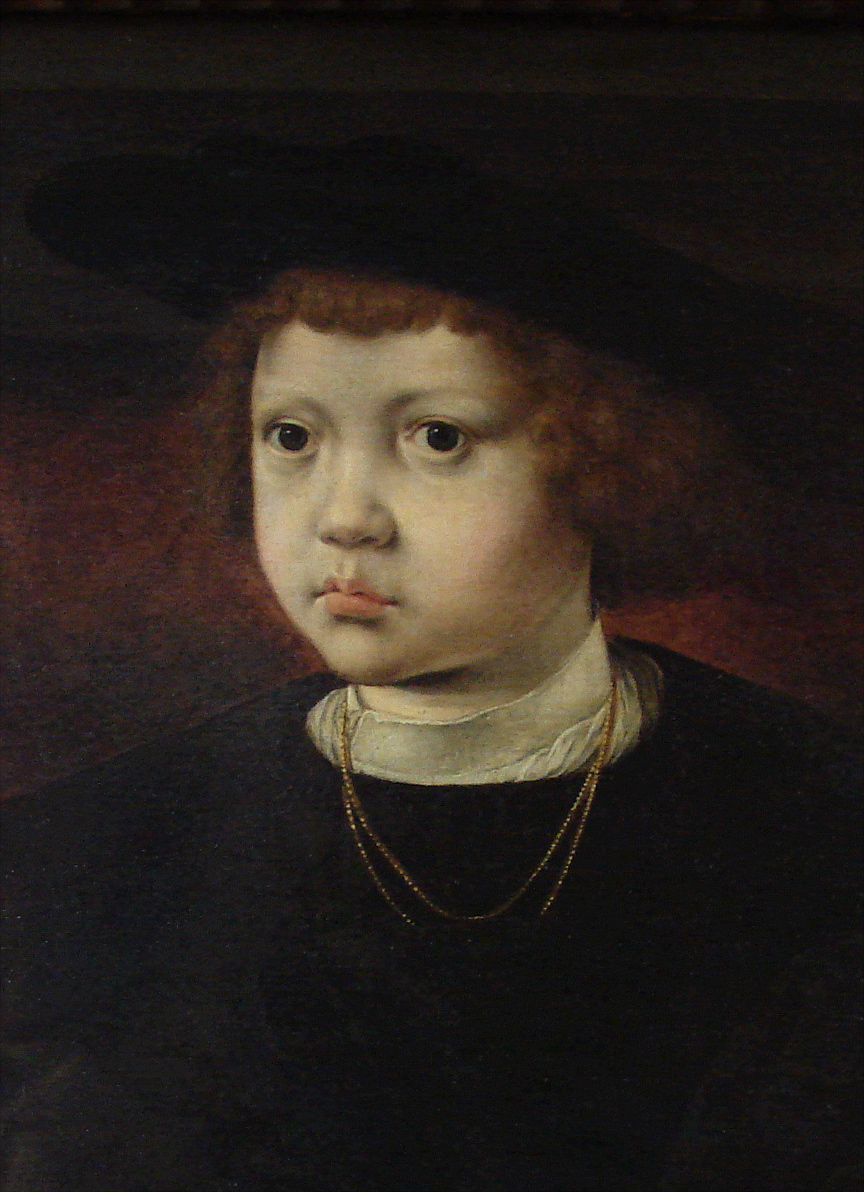
Prins Hans av Danmark, Norge och Sverige.

Prins Hans av Danmark även Johan, född den 21 februari 1518 i Köpenhamn, död den 11 augusti 1532 i Regensburg, var dansk-norsk-svensk prins och tronföljare, son till kung Kristian II av Danmark och Elisabet av Österrike.
År 1523 följde han med sina föräldrar på deras flykt till Nederländerna. Efter moderns död 1526 togs han om hand av sin morbror, Karl V. Då Kristian II 1531-32 gjorde försök att återvinna sina nordiska kronor, blev Hans av ärkebiskop Olav i Trondhjem och de sunnanfjällska rådsherrarna på ett möte i Oslo formligen erkänd som arvinge till Norges krona (5 januari 1532). Han avled samma år, fjorton år gammal, och begravdes i S:t Peterskyrkan i Gent, bredvid sin mor. År 1883 förflyttades hans stoft till Odense i Danmark.